# Ministro de Trabajo de Israel
El Ministro de Trabajo de Israel (en hebreo: שר העבודה‎ fue el jefe político del Ministerio de Trabajo israelí y un puesto en el gabinete israelí. El puesto fue creado en 1948 como Ministro de Trabajo y Construcción (en hebreo: שר העבודה והבינוי‎. Al año siguiente pasó a llamarse Ministerio de Trabajo y Seguridad Social (en hebreo: שרת העבודה והביטוח העממי‎, hasta adoptar su nombre más adelante en 1951.
En 1977, el puesto fue fusionado con el Ministro de Bienestar Social, convirtiéndose en el Ministro de Trabajo y Previsión Social. En 2003, la función del trabajo fue transferido al Ministerio de Industria y Comercio, que pasó a llamarse Ministro de Industria, Comercio y Trabajo.

## Ministros de Trabajo
Partidos
     Mapai
    Mapai/Ma'araj/Partido Laborista
| Nro. | Nombre           | Partido                    | Periodo                 | Periodo                 | Gob. (P.M.)                                       |
| ---- | ---------------- | -------------------------- | ----------------------- | ----------------------- | ------------------------------------------------- |
| 1    | Mordechai Bentov | Mapam                      | 14 de mayo de 1948      | 10 de marzo de 1949     | Prov (Ben-Gurion)                                 |
| 2    | Golda Meir       | Mapai                      | 10 de marzo de 1949     | 19 de junio de 1956     | 1·2·3·4 (Ben-Gurion) 5·6 (Sharett) 7 (Ben-Gurion) |
| 3    | Mordechai Namir  | Mapai                      | 19 de junio de 1956     | 17 de diciembre de 1959 | 7·8 (Ben-Gurion)                                  |
| 4    | Giora Yoseftal   | Mapai                      | 17 de diciembre de 1959 | 2 de noviembre de 1961  | 9 (Ben-Gurion)                                    |
| 5    | Yigal Allon      | Mapai; Ma'araj (Laborista) | 2 de noviembre de 1961  | 1 de julio de 1968      | 10 (Ben-Gurion) 11·12·13 (Eshkol)                 |
| 6    | Yosef Almogi     | Ma'araj (Laborista)        | 8 de julio de 1968      | 10 de marzo de 1974     | 13 (Eshkol) 14·15 (Meir)                          |
| 7    | Yitzhak Rabin    | Ma'araj (Laborista)        | 10 de marzo de 1974     | 3 de junio de 1974      | 16 (Meir)                                         |
| 8    | Moshe Baram      | Ma'araj (Laborista)        | 3 de junio de 1974      | 20 de junio de 1977     | 17 (Rabin)                                        |